# Englischer Kuchen

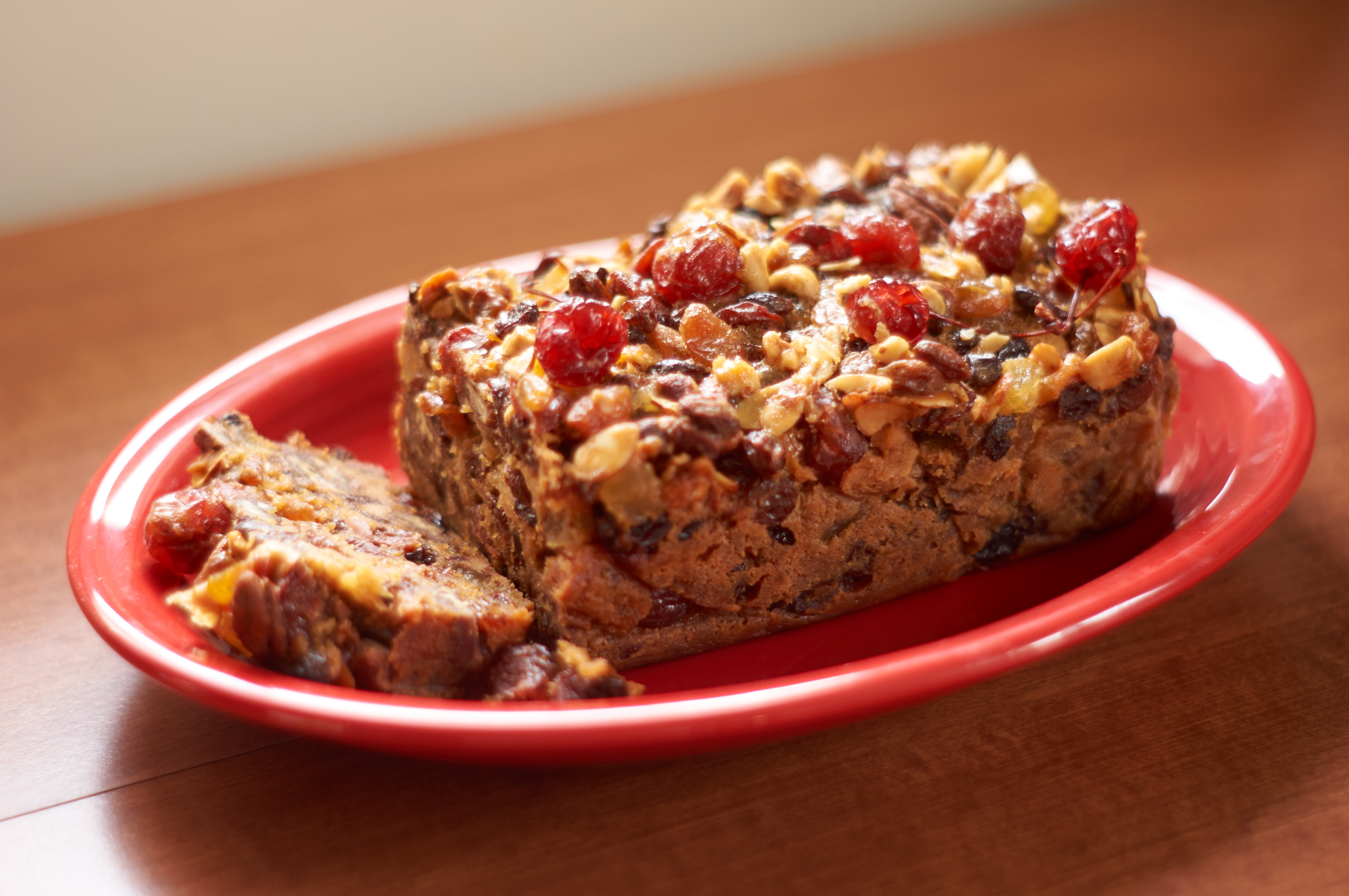
Englischer Kuchen (Fruit Cake)

Englischer Kuchen bezeichnet im deutschen Sprachgebiet einen Früchtekuchen, hergestellt aus besonders schwerer Sandmasse und mit hohem Anteil an Trockenfrüchten. Meist wird er in Kastenform gebacken, aber auch runde Backformen sind üblich. Englischer Kuchen ist seit dem 18. Jahrhundert in deutschsprachigen Kochbüchern nachgewiesen, auch als englischer Butterkuchen, und wurde schon damals in unterschiedlichen Backformen wie Kastenformen, Tortenformen oder „Reiskuchenformen“ gebacken.

## Zubereitung
Nach den Leitsätzen des Deutschen Lebensmittelbuches sind pro 100 Kilogramm Teigmasse mindestens 30 Kilogramm Sultaninen und kandierte Früchte vorgeschrieben, wobei in der Regel zu kandierten Kirschen noch eine andere Art von kandierten Früchten dazugehört. Manchmal wird der Kuchen noch mit einem Schokoladen- oder Zuckerguss überzogen. Auch der traditionelle tea loaf im Vereinigten Königreich wird in gewerblichen Bäckereien kastenförmig ohne Ausbund gebacken und in eckige Stücke geschnitten, im privaten Haushalt wird tea loaf in einer Kastenform oder in einer Gugelhupfform gebacken. Als Triebmittel diente traditionell nur geschlagenes Eiklar, seit Ende des 19. Jahrhunderts wird der Kuchen auch mit Backpulver hergestellt. Gegebenenfalls wird auch Alkohol zugegeben.

## Geschichte der englischen Früchtekuchen
Schriftstücke des 17. Jahrhunderts weisen auf die lange Tradition der englischen fruitcakes (englisch: Früchtekuchen) hin – gehaltvolle Gebäcke mit großen Mengen an Trockenfrüchten. Ihre Rezeptur hat sich im Laufe der Jahrhunderte teils vom schweren Früchtebrot zum leichteren Früchtekuchen verändert. Fruitcakes waren vor dem 19. Jahrhundert auch unter dem Namen plum cakes (englisch: Kuchen von (Dörr-)Pflaumen, engl. prunes) bekannt. Heute versteht man in Großbritannien unter plum cake meist einen Obstkuchen mit frischen Pflaumen. Früchtekuchen heißen im Französischen le plum cake oder auch gâteau anglais (französisch: Pflaumenkuchen bzw. englischer Kuchen). Auch im Italienischen hat sich der Begriff plumcake eingebürgert, bezieht sich aber meist allgemein auf Kuchen aus Kastenformen.